# 到保站
到保站是位于中华人民共和国吉林省白城市镇赉县到保镇的一个铁路车站，邮政编码137319。车站建于1935年，有长白铁路经过该站，现办理客货运业务，车站及其上下行区间均已电气化。车站距离长春站305公里，隶属沈阳铁路局，是四等站。